# Krzyż Niemiecki

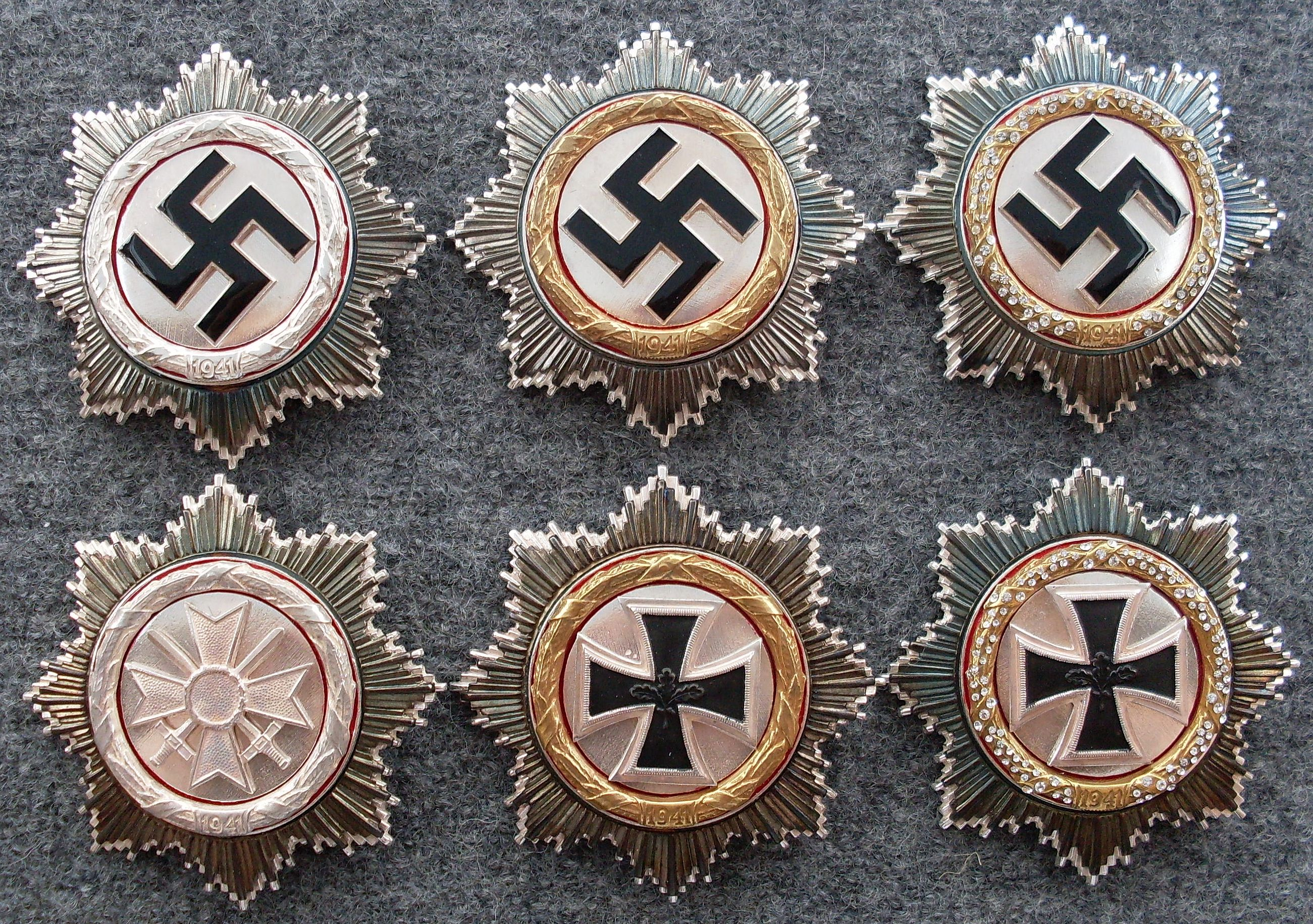
Krzyż Niemiecki przed (górny rząd) i po denazyfikacji z 1957 (dolny rząd)

Krzyż Niemiecki (niem. Deutsches Kreuz) – odznaczenie ustanowione przez Adolfa Hitlera, 28 września 1941, jako odznaczenie wyższej rangi niż Krzyż Żelazny I klasy, ale niższej niż Krzyż Rycerski Krzyża Żelaznego. 

## Opis
Występował w dwóch odmianach: złotej i srebrnej (co odpowiadało kolorom wieńca laurowego otaczającego swastykę). Złota wersja była znacznie powszechniejsza (około 38 000 nadań), gdyż wiązała się z bezpośrednimi czynami bojowymi, podczas gdy srebrna dotyczyła raczej zasług na polu wsparcia i była nadawana rzadziej (około 2000 razy). Pierwotnie był nagrodą za dzielność, później stał się odznaczeniem za zasłużoną służbę i jako taki, był traktowany jako kontynuacja Krzyża Zasługi Wojennej (Kriegsverdienstkreuz) z mieczami. W 1944 pojawił się dodatkowo Krzyż Niemiecki z Diamentami, jakkolwiek nigdy oficjalnie nie ustanowiony, ani nikomu nie nadany.

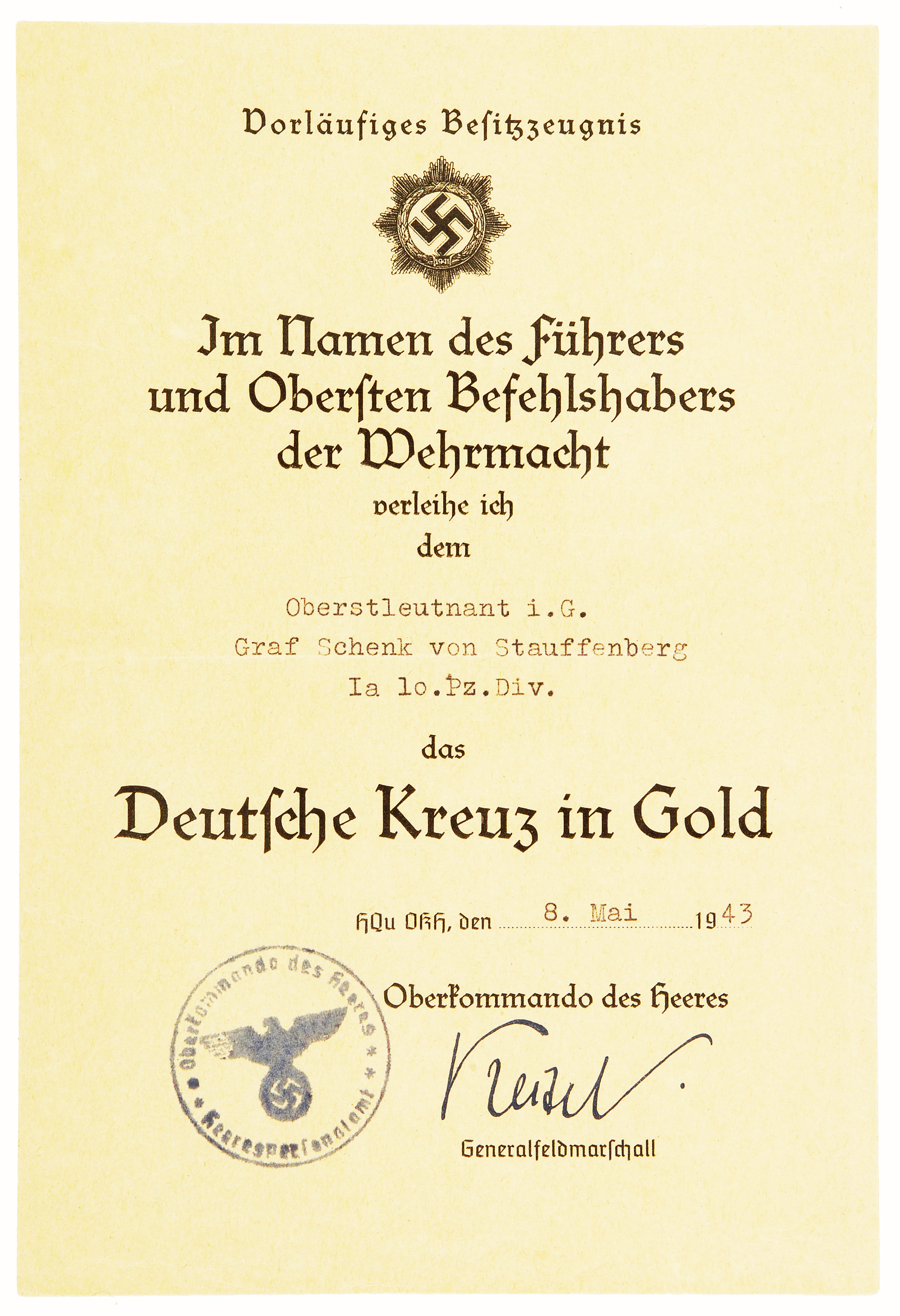
Certyfikat nadania Złotego Krzyża Niemieckiego

Krzyż Niemiecki w swej formie bardziej przypominał gwiazdę niż krzyż (nazwa „krzyż” odnosi się do faktu, że formalnie swastyka to „krzyż słoneczny”) i cechował się krzykliwym projektem, który szybko sprawił, że kolokwialnie odznaczenie to zwane było „jajkiem sadzonym” („jajkiem sadzonym Hitlera”), „reflektorem wstecznym dla patriotów” i „symbolem partyjnym dla krótkowidzów”. Jego średnica wynosiła 6,5 cm i był on noszony na prawej kieszeni kurtki mundurowej. Odznaczeni obiema wersjami krzyża, złotą i srebrną, mogli je obie nosić na swoim mundurze. Do noszenia na mundurach bojowych, krzyż był dostępny także w formie wykonanej z tkaniny.

## Krzyż Niemiecki po 1945
Ustawa RFN z roku 1957 zezwoliła na noszenie Krzyża Niemieckiego w nowej postaci, tzn. pozbawionego swastyki III Rzeszy. W przypadku Krzyża Złotego zamiast swastyki umieszczono w medalionie środkowym Krzyż Żelazny w nowej postaci. Przy Krzyżu Srebrnym umieszczono tam Krzyż Zasługi Wojennej III Rzeszy, także pozbawiony swastyki. Dodatkowo ustanowiono baretki, przedstawiające miniaturki zdenazyfikowanego odznaczenia na czarnej wstążce.